# 翁德拉什福
翁德拉什福，是匈牙利沃什州所辖的一个村，总面积8.23平方公里，总人口311人，人口密度每平方公里37.8人（2010年1月1日）。